# Storia del colera nel XIX secolo
Anche definito “morbo asiatico” a motivo della sua provenienza, il colera è causato da un bacillo (Vibrio cholerae), che si introduceva nell'organismo moltiplicandosi nell'apparato digerente.
Nel corso dell'Ottocento, a causa di movimenti militari e commerciali dell'Inghilterra nel continente indiano, e delle macchine a vapore che resero sempre più numerosi i viaggi, il colera cominciò a diffondersi su quasi tutto il globo. L'Ottocento, infatti, rappresentò per l'Europa il secolo dello sviluppo industriale, che causò anche l'aumento demografico e l'accrescimento delle maggiori città che videro moltiplicare al loro interno rifiuti e germi, condizioni favorevoli per lo sviluppo di tale epidemia. Il colera dilagò in diverse città europee generando sette pandemie nel corso del XIX secolo. Sei di queste giunsero anche in Italia: 1835-1837, 1849, 1854-1855, 1865-1867, 1884-1886 e 1893.
La rivoluzione batteriologica di fine Ottocento porterà alla scoperta degli agenti eziologici di quasi tutte le malattie epidemiche, ma alla prima comparsa del colera in Europa erano del tutto sconosciute le cause di questa malattia. Le manifestazioni coleriche iniziavano con forte diarrea accompagnata da dolori addominali, le scariche si presentavano poltacee e miste a bile, per poi diventare liquide e incolori. Contemporaneamente si presentava anche il vomito e cessava l'emissione d'urina. Il corpo si disidratava e per il malato cominciava il tormento della sete. Il volto si presentava pallido e molto sudato, gli occhi incavati nelle orbite. Quando il malato provava un'intensa sensazione di freddo, nota come fase algida, la morte sopraggiungeva nel giro di poche ore.

## Cause del contagio
Nel 1817 il colera iniziò a propagarsi dal Bengala, dove scorre il Gange, verso l'Europa, la penisola scandinava, l'Africa e le due Americhe senza distinzioni tra Paesi modernizzati o in via di modernizzazione, mondi agricoli e preindustriali. Il colera è definito malattia della “rivoluzione commerciale”, non a caso la diffusione iniziò proprio a seguito della prima rivoluzione industriale che aveva favorito lo sviluppo della navigazione a vapore, una rete ferroviaria sempre più fitta, un maggior numero di mezzi di trasporto sia marittimi sia terrestri favorendo la circolazione di uomini, di idee, di mentalità ma anche di malattie. A seguito della rivoluzione commerciale e industriale non solo le persone e le merci riuscirono a diminuire la durata dei viaggi ma anche i microorganismi viaggiavano a velocità superiore rispetto a qualsiasi epoca del passato.
Le cause del contagio vanno attribuite anche alle vicende coloniali dell'India: col Charter Act del 1813 il Regno Unito aveva inaugurato i provvedimenti che aprivano la strada alla politica di esautoramento della Compagnia delle Indie, dando il via a un impegno diretto nell'espansione coloniale in India. Gli effetti furono la privatizzazione di terre, lo sconvolgimento delle forme produttive tradizionali, il tracollo dell'economia di villaggio che andavano a sommarsi agli effetti della carestia del 1816-17, che aveva interessato anche l'Europa. Tutti questi cambiamenti contribuirono al peggioramento delle condizioni igieniche e, probabilmente, alla diminuzione delle difese immunitarie delle popolazioni locali che fino a quel momento avevano convissuto con il vibrione colerico e con altri agenti eziologici ma che da quel momento furono infettate. Gli storici della medicina, infatti, concepiscono le grandi epidemie come fenomeni che vengono a innestarsi sullo stato morboso di una popolazione.

## Diffusione del colera
Nel maggio del 1817 il colera iniziò a serpeggiare in un vasto territorio a nord-est di Calcutta attaccando, a novembre, le truppe dell'esercito inglese provocando migliaia di morti. I sopravvissuti infetti furono vettori del morbo portandolo dal Bengala lungo le frontiere settentrionali. L'epidemia si estese in ogni direzione per tutto il 1818. A gennaio del 1819 giunse a Delhi, Lahore, in Birmania, in Thailandia e in Malaysia. Attraversò lo stretto passaggio tra l'oceano Indiano e l'oceano Pacifico colpendo le isole di Sumatra, Giava, Borneo, le Celebes, le Filippine, la Cocincina e la Cambogia. Intanto una nave proveniente da Calcutta aveva portato l'epidemia nell'isola di Mauritius e quindi sui litorali dell'Africa orientale. Nello stesso periodo arriva anche in Cina. Nel luglio del 1821 passò nel Mar Arabico con una spedizione inglese inviata per soffocare la tratta degli schiavi, precisamente a Mascate, importante snodo del traffico marittimo sulle coste d'Arabia, dove l'elevato numero di morti rese impossibile il seppellimento nei cimiteri perciò migliaia di cadaveri furono affondati in alto mare. Nel mese di agosto dello stesso anno approdò in altre città delle coste arabe e del Golfo Persico. Dai porti persiani, punti nevralgici degli scambi commerciali tra la Persia e le Indie inglesi, l'epidemia serpeggiò nella primavera del 1822 verso il Tigri e l'Eufrate fino a Baghdad. Nel 1823 arrivò in Siria, in Anatolia, a Tripoli e verso il Libano. L'infezione si bloccò sulle coste del Mar Caspio nel settembre del 1823 a causa delle rigidissime temperature facendo alimentare la speranza che il morbo asiatico, giunto dai caldi Paesi orientali, sarebbe stato incompatibile con le temperature occidentali.
In Europa, però, rispetto al resto del mondo, si contavano molte più città e la distanza tra una città e l'altra era minore, così come tra la popolazione rurale e la città. Nel 1829 il colera giunse a Orenburg, città della Russia situata al limite orientale della parte europea, dove rimase per circa due anni malgrado le temperature scendessero a 18-20 gradi sotto lo zero. Nell'ottobre del 1830 fu denunciata la presenza dell'epidemia anche a Mosca. A luglio del 1830 era a Cracovia, in Germania e a Vienna, capitale dell'Impero austro-ungarico nelle cui campagne si contarono 250.000 morti. A metà di giugno del 1831 un nuovo focolaio epidemico fece la sua comparsa in altre città della Russia, il popolo timoroso di un avvelenamento dei pozzi o dei cibi distribuiti, si ribellò: furono distrutti numerosi ospedali e molti medici vennero uccisi. Nel 1832 una nave salpata dal Mar Baltico fece approdare il colera sulla costa orientale dell'Inghilterra da lì arrivò nelle maggiori città: Sunderland, Newcastle, Edimburgo, Dublino, Glasgow e Londra che era la più grande metropoli al mondo.
Nel mese di marzo del 1832 fu la volta di Parigi, le paure e il terrore che avevano accompagnato le pestilenze e l'impotenza della medicina di fronte al colera esasperò gli animi, furono saccheggiate farmacie, aggrediti medici e messi a soqquadro ospedali. Parigi divenne fonte di propagazione per tutta la Francia: di 86 dipartimenti soltanto 35 si salvarono, quasi tutti nelle zone montuose. Il mese successivo fu dichiarata la presenza del morbo anche in Belgio, nei Paesi Bassi e in Prussia renana. Nel 1834 una nave con a bordo soldati inglesi infetti sbarcò nella foce del Douro, da qui estendendosi verso sud il colera arrivò a Porto, a Coimbra e a Lisbona. Proseguì in tutta la Spagna, la Catalogna e la Provenza. Alla fine del 1834 si insinuò nelle Fiandre, nella Germania settentrionale, ad Amburgo, in Norvegia e in Svezia. Nel luglio del 1835 furono colpite Marsiglia, Nizza, Villafranca. Da Nizza nel 1837 il colera invase tutti gli stati italiani dal Regno Lombardo-Veneto al Regno delle due Sicilie. Sei furono le epidemie che scoppiarono in Italia: 1835-37, 1849, 1854-55, 1865-67, 1884-86, 1893. L'epidemia che scoppiò tra gli anni 1884-86 flagellò soprattutto la città di Napoli.

### Il contagio in Italia

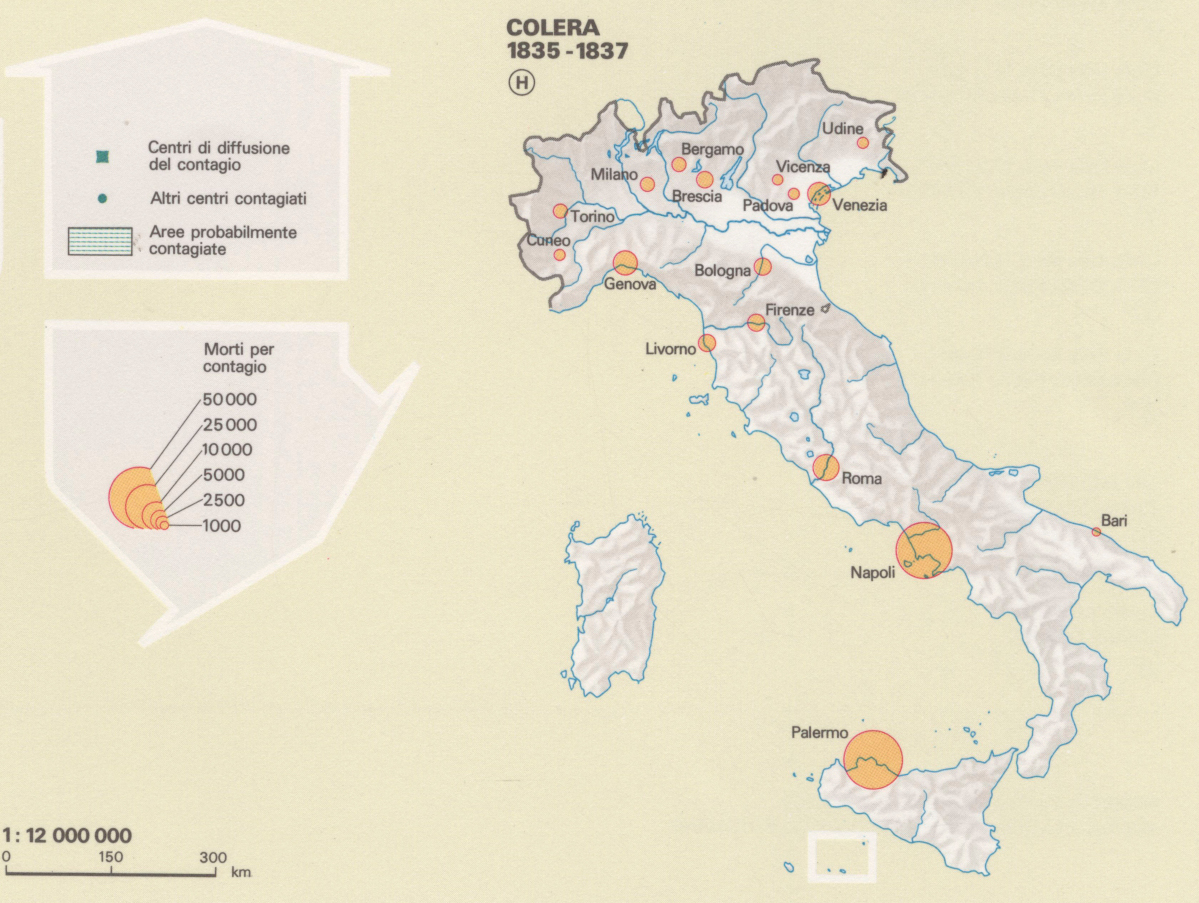
Diffusione del colera in Italia: morti per contagio tra il 1835 e il 1837 nei principali centri (Atlante tematico d'Italia, Touring Club Italiano, 1992).

Negli anni trenta dell'Ottocento, quando il colera iniziò ad aggirarsi per l'Europa, le autorità sanitarie e i governi degli Stati italiani cominciarono a tutelarsi. Gli Stati impegnati nei traffici commerciali con altre nazioni, come ad esempio il Regno di Sardegna e il Regno delle Due Sicilie, istituirono cordoni sanitari marittimi e definirono i giorni di quarantena per le imbarcazioni provenienti da zone infette e sospette. Altri governi, come quello toscano, inviarono alcuni medici nei Paesi europei colpiti dall'epidemia per studiare il decorso della malattia e le misure da essi adottate. I provvedimenti presi erano i buona sostanza quelli già sperimentati ai tempi della peste. Quando l'epidemia scoppiò in Francia, il ducato di Parma ordinò di disinfettare tutte le lettere e i pacchi che provenivano da essa. Carlo Alberto ordinò alle truppe di stendere un cordone sanitario terrestre da Sanremo a Ventimiglia e da Cuneo a Nizza. Furono adottate leggi che punivano con la morte tutti coloro che violavano i cordoni marittimi e terrestri e che aggiravano le disposizioni sanitarie. Nel luglio del 1835 quando il colera era ormai al confine quasi tutti gli Stati, soprattutto quelli al nord, riorganizzarono il sistema di lazzaretti consapevoli che le misure adottate non sarebbero riuscite a risparmiare l'Italia dal colera. Solo Genova, Livorno e Venezia esitarono a prendere provvedimenti poiché il blocco dei commerci marittimi avrebbe gravato sulla loro economia. Appoggiarono perciò teorie anticontagioniste che accusavano l'aria malsana, la sporcizia e la cattiva alimentazione piuttosto che il contatto.
La frammentazione politico-istituzionale italiana complicò la formazione dei cordoni sanitari; questi, inoltre, misero in difficoltà le esangui casse di qualche Stato e le piccole economie familiari. I cordoni portarono in rovina tutte quelle famiglie che si reggevano su lavori agricoli stagionali che comportavano lunghi spostamenti, o sui commerci di derrate trasportate dalle aree di produzione ai mercati di consumo e alle fiere. Per superare i cordoni marittimi le navi dovevano arrestarsi a distanza di sicurezza dal litorale, il responsabile dell'imbarcazione con una scialuppa si avvicinava alla costa per esibire la patente sanitaria al ministro della sanità e per giurare solennemente che nessuno a bordo fosse infetto. La patente veniva prelevata con una pinza e se ne verificava il contenuto: se il bastimento era ritenuto infetto o sospetto non veniva ammesso l'approdo pena la morte. Le lettere e i documenti venivano affumicati con un “suffumigio”, un fumo contenente zolfo, e poi immersi nell'aceto.
Il 27 luglio 1835 il cordone fu rotto da qualche contrabbandiere e l'epidemia cominciò a diffondersi da Nizza verso Torino e Cuneo. Il 2 agosto il colera scoppiò a Genova. Da Genova si diffuse lungo il litorale tirrenico toccando Livorno. Alcuni livornesi scapparono a Pisa che fu contagiata e contemporaneamente furono infettate anche Firenze e Lucca. A settembre una barca di un mercante genovese percorse il Po per raggiungere Adria e Chioggia. Il colera invase così anche il Regno Lombardo-Veneto che non aveva steso alcun cordone, nonostante le proteste popolari. A ottobre arrivò a Venezia, a novembre a Trieste. Da Trieste si estese in Dalmazia e da Venezia verso Padova, Verona e Vicenza. A novembre arrivò a Bergamo e da qui nella primavera del 1836 si diffuse a Como, a Brescia, a Cremona, a Pavia e a Milano. Tra giugno e luglio il contagio raggiunse anche il territorio dell'odierno Trentino-Alto Adige. A luglio raggiunse Parma e di nuovo il litorale ligure compresa Genova. Quell'estate furono invase anche Livorno, le Marche pontificie, Modena, Ancona, Trani e Bari. Il colera arrivò a Napoli e subito lo stato pontificio, nel 1837, e la Sicilia si cordonarono. A fine anno sembrava essere archiviato in molte zone di Italia e perciò molti Stati eliminaro i cordoni. Nella primavera del 1837 il contagio scoppiò di nuovo a Napoli, in Calabria, a Malta e in Sicilia. Da Cefalù e Trapani si spinse verso l'interno toccando Catania, Palermo e Siracusa. Anche il litorale ligure, Marsiglia, la delegazione di Benevento e lo Stato Pontificio furono nuovamente infettati. I governi furono costretti a emanare disposizioni sanitarie e a imporre nuove misure quarantenarie. Durante l'estate il contagio arrivò a Roma. La prima ondata epidemica di colera terminò verso la fine del 1837 con gli ultimi casi a Catania, Palermo e in qualche paese calabrese. Aveva risparmiato solo l'isola d'Elba e la Sardegna mentre le città colpite riuscirono ad abbattere l'epidemia in 70-100 giorni.

## Situazione medico-sociale in Europa
Le esplosioni epidemiche di colera furono molto violente a causa della mancata igiene privata e pubblica, delle debolezze dell'organizzazione sanitaria, della povertà, e dell'arretratezza medica. Nemmeno i cordoni sanitari e le quarantene istituite già per fronteggiare le pestilenze, o le magistrature di sanità che avevano il compito di assicurare la prevenzione sanitaria e l'igiene pubblica riuscirono a contrastarle. Le zone più colpite dalle epidemie subirono un forte calo dei traffici portuali e dei movimenti commerciali a causa delle quarantene a cui erano sottoposti i vagoni e le navi mercantili che trasportavano merci provenienti dalle città infette, il conseguente rincaro delle poche merci a disposizione aggravò ancora di più la situazione. Gli interventi medici erano impotenti se non addirittura controproducenti, si passava dalla prescrizione dell'oppio e dell'ossido di zinco al sottoporre i malati al salasso con le sanguisughe. Questa grande sfiducia nei medici e nella medicina ufficiale non fece altro che alimentare le sommosse popolari, le superstizioni, la paura di essere avvelenati, la caccia agli untori e il prevalere delle forme di religiosità popolare con processioni e voti. Il colera era una malattia che colpiva indistintamente tutte le classi sociali ma quelle più agiate godevano di uno stato di salute e di nutrimento migliore rispetto a quelle meno abbienti che oltre a essere meno curate e nutrite vivevano anche in quartieri angusti e malsani.
L'inchiesta parlamentare fatta in Italia sulle condizioni igienico-sanitarie dei comuni del Regno tra 1885-86 rivelò che su un totale di 8 258 comuni più di 6 400 erano privi di rete fognaria, solo 3 335 erano forniti di latrine e in 797 gli escrementi venivano depositati negli spazi pubblici, nelle strade e nei cortili. Molti comuni non disponevano di acqua potabile e in molti casi questa giungeva agli abitanti attraverso condotti a cielo aperto. Negli anni precedenti all'inchiesta la situazione era sicuramente peggiore.
La situazione italiana rappresenta solo un esempio per capire come si viveva in tutta Europa. Non solo l'acqua di superficie era inquinata ma anche quella di falda era soggetta a infiltrazioni, i condotti non venivano costruiti con materiali impermeabili, si crepavano e venivano contaminati da rifiuti di ogni genere. Molte grandi città possedevano una rete fognaria a canalizzazione mista, cioè destinata alla raccolta sia di acque bianche sia di acque nere.
Legato al problema dell'acqua c'era quello dello smaltimento dei rifiuti. Alcune grandi città davano in appalto il servizio di nettezza urbana ma nei paesi e nelle periferie si agglomerava tutto per strada. Le città ottocentesche si presentavano invase da rifiuti di ogni genere: dagli scarti di lavorazioni della concia delle pelli a quelli della macellazione, da quelli dei mercati giornalieri al letame degli animali. Le case dei poveri erano sovraffollate, prive di latrine e lavatoi e al loro interno venivano allevati anche gli animali. Vi era, inoltre, la consuetudine di seppellire i morti nelle chiese e nei conventi che erano abitualmente frequentati dai fedeli.

### Il dibattito medico-scientifico

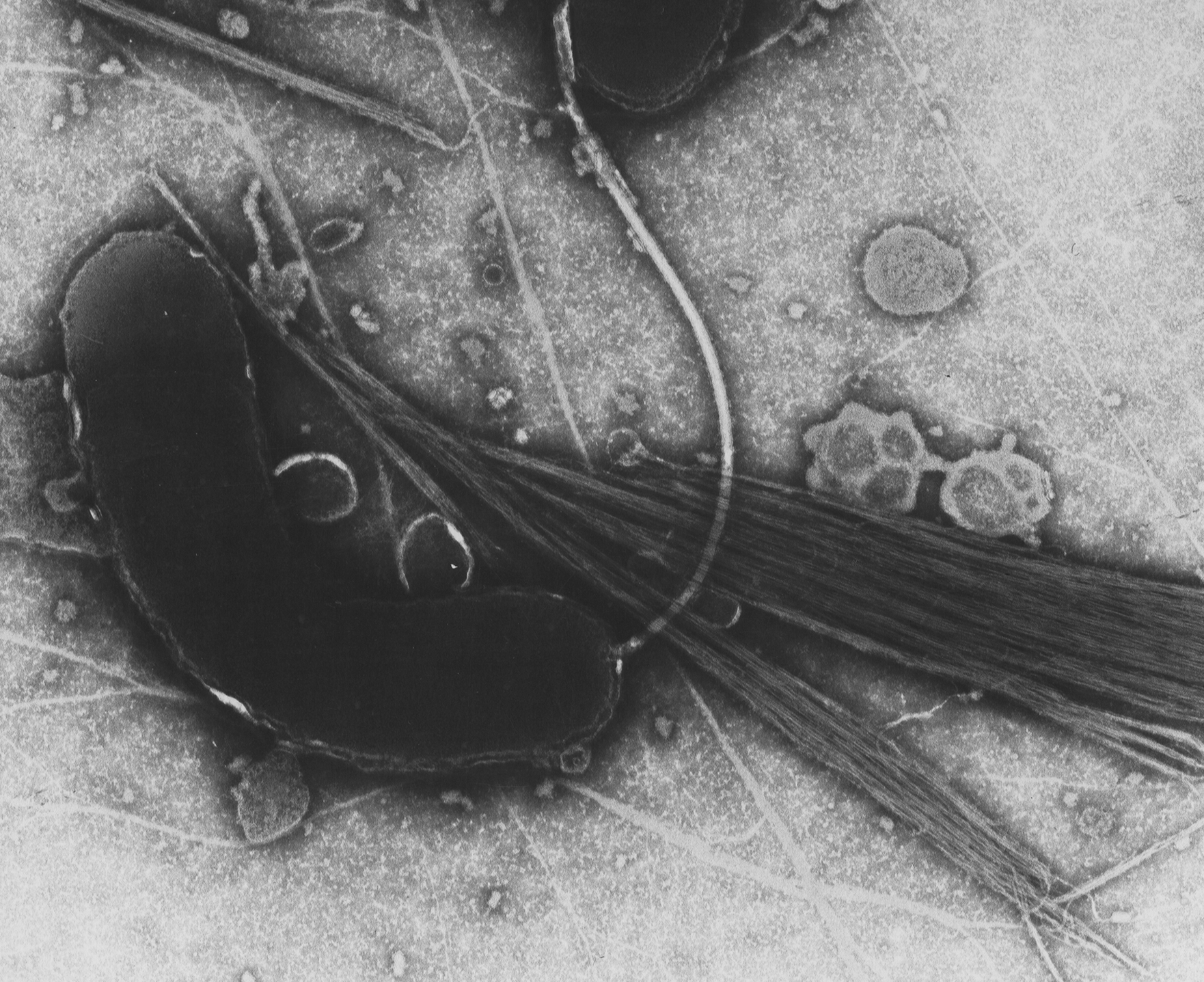
Vibrio cholerae, batterio responsabile del colera visto al microscopio

Impotenti nel curare, i medici del tempo si impegnarono a capire le modalità di diffusione e l'agente causale del colera. Ci sono pervenuti molti opuscoli nei quali l'agente eziologico viene indicato con diversi nomi a seconda della teoria che si sosteneva: germe morboso o germe cholerico, atomo o elemento miasmatico, miasma mobile, principio volatile, effluvjo colerico, seminio morbifero, fomite choleroso. I medici si dividevano tra miasmatici e contagionisti. I primi ritenevano che a causare il contagio fosse l'aria corrotta, i miasmi nauseabondi generati dalla decomposizione di materiale organico. I contagionisti, invece, sostenevano che le malattie epidemiche come il colera si trasmettessero mediante un contatto tra uomo-sano e uomo-malato. Tra loro c'era chi credeva che il contagio avvenisse a causa delle vesti luride in particolare quelle dei poveri, chi invece affermava che bastava toccare qualcosa che era stato in contatto con il malato per contagiarsi. Per alcuni era la costituzione del corpo a causare il contagio per cui i malnutriti avevano una maggiore predisposizione. Altri invece ritenevano che l'epidemia si diffondesse maggiormente dove vi erano le stesse caratteristiche ambientali e meteorologiche del luogo dove aveva avuto origine, l'India, questa teoria però non considerava l'itinerario che essa aveva percorso nei vent'anni di viaggio e i diversi climi che aveva superato. Entrambe le teorie, però, riuscirono a loro modo ad apportare cambiamenti negli stili di vita e nelle abitudini dei Paesi. La teoria dei miasmatici contribuì a evitare accumuli di immondizia nelle città e ad allontanare e migliorare la sepoltura dei cadaveri. Le tesi contagioniste riuscirono invece, a convincere i malati all'isolamento nei lazzaretti, a istituire cordoni sanitari e a imporre la quarantena delle merci.

## Le epidemie di colera in Europa e in Italia

### Epidemia del 1848-49
Circa dopo 10 anni dalla prima ondata epidemica una nuova incursione interessò l'Europa. I primi Paesi a essere colpiti dal colera furono la Russia e la Polonia, poi si diffuse lungo tutto il Danubio. I vettori dell'epidemia furono i soldati degli eserciti austriaci e russi impegnati nei moti del 1848 che vivevano ammassati in alloggiamenti scadenti e in condizioni igienico-sanitarie precarie. All'inizio del 1848 il contagio arrivò in tutto l'Impero austriaco compresa Vienna. Nell'autunno di quell'anno una nave infetta partì da Amburgo per giungere in Inghilterra, con essa il contagio si diffuse in buona parte del Regno. Nel marzo del 1849 il contagio arrivò a Parigi e poi nel resto della Francia. Nell'estate di quell'anno arrivò in Italia. Tutte le nazioni colpite riuscirono ad aggirare l'epidemia nel giro di pochi mesi.
Indubbiamente il contagio seguiva lo stesso itinerario delle truppe, fattore che avvalorò le tesi contagioniste. In Italia le prime zone a essere colpite furono la Lombardia austriaca, il Veneto, l'Istria e qualche località dell'Emilia ovvero quei territori dove si stava svolgendo la prima guerra di indipendenza. Presto furono invase Treviso, Padova, Vicenza, Verona, Udine, Rovigo, Venezia e Trieste.
Le misure adottate in Europa, come in Italia, furono le stesse messe in pratica durante la prima incursione di colera. Lo stesso sistema di cordoni e quarantene, le stesse disposizioni medico-sanitarie con la riorganizzazione di lazzaretti e la rimozione di rifiuti dalle strade. Il clima insurrezionale, lo sviluppo dell'economia, l'intensificarsi dei traffici influenzati dalla rivoluzione dei trasporti resero, però, molto difficile l'imposizione delle misure adottate.

### Epidemia del 1854-55
A vent'anni dalla prima epidemia di colera le condizioni igienico-sanitarie delle città non erano migliorate, alcune città, soprattutto quelle portuali e industriali, erano ancora più a rischio. I traffici commerciali erano in netto aumento e il progresso industriale autorizzò la crescita demografica delle grandi città. Negli anni quaranta in Inghilterra sir Edwin Chadwick aveva capitanato un movimento sanitario che portò alla compilazione del “Report on the Sanitary Conditions of the Labouring Population” il quale avviò un vasto programma di igiene pubblica. Gli Stati europei furono convocati alla prima conferenza sanitaria internazionale che si tenne a Parigi nel 1851. Erano presenti l'Inghilterra, la Francia, l'Austria, il Portogallo, la Spagna, la Russia, la Grecia, la Turchia, il Regno di Sardegna, il Regno delle Due Sicilie, il granducato di Toscana e lo Stato pontificio. Furono esposti i provvedimenti a cui dovevano attenersi tutti gli Stati: l'approvvigionamento idrico e lo smaltimento delle acque nere, un sistema di fognature in ceramica che doveva trasportare i rifiuti di scarico lontano dalle abitazioni e la realizzazione di pompe che portassero l'acqua nelle case. Per i riformatori francesi e inglesi questi provvedimenti erano necessari per evitare le quarantene che violavano la libertà dei commerci.
Nel 1854 una nave salpata dall'India condusse il colera in Inghilterra, scoppiò così la terza epidemia. Da Londra il contagio arrivò a Parigi e a Marsiglia. La leggerezza delle autorità sanitarie locali permise lo sbarco anche di navi che avevano a bordo uomini infetti. L'epidemia arrivò al sud della Francia e perciò in Italia. Le autorità genovesi non si preoccuparono di avvisare tempestivamente la presenza del colera agli altri Stati italiani e il contagio si estese in tutta la costa ligure e tirrenica fino a Napoli e Palermo. Anche la Sardegna fu invasa: Sassari, sede di importanti uffici amministrativi e giudiziari e dotata di un'antica università vide morire 5 000 dei suoi 23 000 abitanti. Nel 1855 l'epidemia arrivò in tutto il Paese, dal Piemonte sabaudo al granducato di Toscana, al ducato di Modena, allo Stato pontificio, al Lombardo-Veneto austriaco, all'isola d'Elba e all'isola del Giglio. La strada seguita dal morbo fu la stessa delle altre pandemie. A dicembre del 1854 l'epidemia sembrava finire quando un'alluvione fece straripare l'Arno contribuendo a una nuova diffusione del colera. Firenze, e buona parte dell'Italia centro-settentrionale furono di nuovo colpite. Nel 1856 il terzo focolaio epidemico si spense completamente dopo essersi diffuso in 4 468 comuni italiani contro i 2 998 della prima epidemia e i 364 della seconda. I morti furono 284 514, 146 383 nel primo contagio e 13 359 nel secondo. San Giovanni Bosco in quell'estate radunò 44 giovani per soccorrere gli ammalati, tra cui il suo allievo san Domenico Savio. Quest'ultimo, distintosi tra i volontari, contrasse in seguito la tubercolosi, e morì il 9 marzo 1857, nemmeno un mese prima di compiere 15 anni.

### Epidemia del 1865-67
Annunciato dai consolati dei vari Paesi il colera nel 1865 era ad Alessandria d'Egitto probabilmente portato dai pellegrini provenienti dalla Mecca. Attraversò la Persia e i porti del Mar Caspio, passò per il canale di Suez e arrivò nel Mediterraneo. Nell'estate del 1865 la Francia, l'Italia del Sud, Genova, Marsiglia e Tolone furono invase dalla quarta epidemia di colera. In questo biennio l'epidemia rilevò delle caratteristiche importanti, si era diffusa in molte meno zone rispetto alle epidemie precedenti, soprattutto in Italia fu circoscritta alle zone portuali e nell'Italia meridionale. Alcune grandi città, infatti, si erano impegnate a mettere in atto le clausole fissate nella conferenza sanitaria dimostrando un risanamento delle città in fatto di igiene pubblica e privata che fece diminuire i casi affetti. Ciò che rimase immutata era la mancanza di presidi terapeutici, ciò è confermato dal fatto che su i casi affetti più del 60 per cento diventavano letali. Le cure erano sempre le stesse, anche se la pratica del salasso fu bandita restava l'uso dell'oppio, dei fiori di zinco, di astringenti, di clisteri, di bagni caldi, l'uso di bibite alcoliche come rum e vin brulé soprattutto nello stadio algido.

## Le ricerche scientifiche di metà Ottocento
Ancora prima che si arrivasse a isolare il vibrione del colera si giunse a molti risultati sulla base di osservazioni empiriche da parte dei medici nelle varie ondate epidemiche. I congressi scientifici, le pubblicazioni mediche, le riviste sanitarie misero in luce il ruolo dei portatori asintomatici, il fatto che le comunità religiose di clausura, prive di ogni contatto con l'esterno, erano rimaste immuni dal contagio, la frequenza di malati tra lavandaie e vuotatori di latrine mettendo in evidenza il pericolo rappresentato da vesti ed escrementi dei colerosi. Molte osservazioni riguardarono l'acqua e la sua possibilità di diffondere il contagio. Francesco Scalzi, igienista romano, osservò che durante l'epidemia del 1867 le zone più vicine al Tevere ebbero un tasso di mortalità maggiore rispetto ai quartieri più lontani. Tale correlazione fu osservata anche da John Snow.

### John Snow

Mappa originale delle ricerche di John Snow durante l'epidemia di colera del 1854. La pompa responsabile del contagio era collocata all'incrocio tra Broad Street e Little Windmill Street.

John Snow (1813-1858) è stato un medico britannico che con dedizione si interessò alle cause di contagio del colera. In contrasto con le tesi miasmatiche di Max Joseph von Pettenkofer, Snow riteneva che non fosse l'aria a trasmettere la malattia piuttosto l'acqua. Durante l'epidemia del 1854 analizzò i dati dei decessi che si erano verificati nel quartiere di Soho a Londra. Ipotizzò che l'acqua erogata dalla frequentatissima fontanella di Broad Street fosse la causa dell'epidemia. Il suo metodo fu infallibile: su una mappa del quartiere di Soho indicò tutte le case in cui si erano registrati morti di colera tra agosto e settembre del 1854, pochi erano quelli lontani dalla pompa e intervistando le famiglie dei morti scoprì che anche loro si approvvigionavano a Broad Street. Snow fece bloccare il funzionamento della pompa riuscendo a frenare la diffusione della malattia. Non arrivando a dimostrare la presenza di un agente inquinante dell'acqua la pompa presto fu riattivata.
Le conoscenze epidemiologiche di Snow permisero ai suoi sostenitori di dare maggiore importanza alle condizioni igieniche individuali e all'alimentazione preferendo cibi cotti e acqua mescolata al vino.

### Filippo Pacini
Filippo Pacini (1812-1883) è stato un medico toscano che, contemporaneamente agli studi di Snow, osservò al microscopio le feci dei malati e dei morti di colera. Riuscì a individuare al loro interno un microorganismo a forma di “S” che definì “vibrione”. Egli riteneva che le lesioni intestinali tipiche del colera fossero causate da questo microorganismo ma le sue idee non furono accettate dalla comunità scientifica del tempo.

### Robert Koch
Robert Koch (1843-1910) è stato un medico, batteriologo e microbiologo che riuscì a definire gli agenti causali di numerose malattie epidemiche come la tubercolosi, l'antrace e il colera. Egli isolava i batteri dagli animali malati e poi riproduceva la malattia infettando quelli sani. Riuscì così a dimostrare la loro contagiosità.

## Epidemia del 1884 e del 1893
Le scoperte in ambito scientifico avevano fornito una maggiore consapevolezza del rapporto causa-effetto tra condizioni abitative e malattia ma i provvedimenti presi dai territori europei erano ancora pochi per debellare del tutto il contagio. Soprattutto l'Italia post-unitaria impegnata a risolvere problemi come la realizzazione della rete ferroviaria, la lotta all'analfabetismo e il riordino amministrativo sottovalutò la prevenzione sanitaria che avrebbe potuto bandire il colera dalla Nazione. Le due epidemie di fine secolo furono circoscritte a poche zone d'Europa e contarono molti meno morti. 

Importata nel 1884 da alcuni operai a Marsiglia e Tolone arrivò presto in Italia dove le zone più colpite furono la Sicilia e Napoli. Quest'ultima aveva registrato un'impennata demografica che aveva aggravato le condizioni di vita del popolo. Il censimento fatto in quel decennio contò 454 084 abitanti mentre i vani registrati erano 242 285 dislocati nei quartieri storici di piazza Mercato, Pendino, Vicaria e Stella. Il 91 per cento della popolazione si addensava quindi nel centro di Napoli. Le condizioni igieniche dei cosiddetti “bassi” erano molto precarie. Durante l'epidemia del 1884-87 le province italiane che furono colpite erano 44, solo in tre di queste si trattò di un'epidemia: Cuneo con 1 655 morti, Genova con 1 438 morti e Napoli che invece ne contò 7 994.
Il 15 gennaio 1885 fu emanata la cosiddetta “legge per Napoli” che segnava un punto di svolta nella politica governativa dell'Italia unita. Essa infatti con la destinazione di cospicui finanziamenti imponeva norme igienico-sanitarie pubbliche e private che le municipalità dovevano far osservare a tutti i cittadini. Prioritario era un sistema fognario, l'edificazione di nuovi quartieri, la costruzione di nuove strade e piazze e risanare i luridi “bassi” e i tuguri. Il caso di Napoli fu un riferimento per molti altri centri che, all'indomani della pubblicazione della legge, ebbero la possibilità di avvalersi degli stessi benefici. Le città che ne usufruirono furono Genova, La Spezia, Torino, Caltanissetta, Trapani, Milano, Catania e un'altra sessantina di comuni.
Mentre venivano attuate le norme varate dalla “legge per il risanamento della città di Napoli” un ultimo focolaio epidemico si accese in Italia. Nel 1893 pochissimi centri urbani furono colpiti. Genova, per esempio, registrò 414 morti. A Roma, a Torino e a Milano l'epidemia comparve ma non si diffuse mentre Napoli e Palermo videro un notevole calo di decessi rispetto alle precedenti epidemie.